# Liste der Biografien/Meyer, A
Liste der Biografien |
Portal Biografien |
A Personensuche
# |
A |
B |
C |
D |
E |
F |
G |
H |
I |
J |
K |
L |
M |
N |
O |
P |
Q |
R |
S |
T |
U |
V |
W |
X |
Y |
Z |
?
 
Ma |
Mb |
Mc |
Md |
Me |
Mf |
Mg |
Mh |
Mi |
Mj |
Mk |
Ml |
Mm |
Mn |
Mo |
Mp |
Mq |
Mr |
Ms |
Mt |
Mu |
Mv |
Mw |
Mx |
My |
Mz
 
Mea–Mee |
Mef |
Meg |
Meh |
Mei |
Mej |
Mek |
Mel |
Mem |
Men |
Meo |
Mep |
Mer |
Mes |
Met |
Meu |
Mev |
Mew |
Mex |
Mey |
Mez
 
Meyb |
Meyd |
Meye |
Meyf |
Meyg |
Meyh |
Meyi |
Meyj |
Meyk |
Meyl |
Meyn |
Meyo |
Meyp |
Meyr |
Meys |
Meyt |
Meyz
 
Meyen |
Meyer
 
Meyer, A |
Meyer, B |
Meyer, C |
Meyer, D |
Meyer, E |
Meyer, F |
Meyer, G |
Meyer, H |
Meyer, I |
Meyer, J |
Meyer, K |
Meyer, L |
Meyer, M |
Meyer, N |
Meyer, O |
Meyer, P |
Meyer, R |
Meyer, S |
Meyer, T |
Meyer, U |
Meyer, V |
Meyer, W |
Meyer, Y |
Meyer, Z |
Meyerb |
Meyerd |
Meyere |
Meyerf |
Meyerh |
Meyeri |
Meyerl |
Meyerm |
Meyern |
Meyero |
Meyerr |
Meyers
Die Liste der Biografien führt alle Personen auf, die in der deutschsprachigen Wikipedia einen Artikel haben. Dieses ist eine Teilliste mit 85 Einträgen von Personen, deren Namen mit den Buchstaben „Meyer, A“ beginnt.

## Meyer, A

### Meyer, Ab
- Meyer, Abramson († 1817), deutscher Arzt

### Meyer, Ad
- Meyer, Adam († 1499), Abt von Groß St. Martin
- Meyer, Adolf (1840–1890), deutscher Theaterschauspieler und -regisseur
- Meyer, Adolf (1853–1936), deutscher Jurist und Richter
- Meyer, Adolf (1866–1950), US-amerikanischer Psychiater
- Meyer, Adolf (1880–1965), Schweizer Ingenieur
- Meyer, Adolf (1881–1929), deutscher Architekt und Designer
- Meyer, Adolf (1890–1980), deutscher Politiker (CDU), MdL
- Meyer, Adolf (1929–2018), deutscher Buchhändler, Volksschullehrer, Schulrektor, Redakteur, Regionalhistoriker und Herausgeber
- Meyer, Adolf Bernhard (1840–1911), deutscher Naturwissenschaftler und Anthropologe
- Meyer, Adolf-Ernst (1925–1995), Schweizer Internist
- Meyer, Adolph (1807–1866), deutscher Unternehmer und Bankier
- Meyer, Adolph (1842–1908), US-amerikanischer Politiker
- Meyer, Adolph (1894–1988), deutscher Maler
- Meyer, Adolphe de (1868–1946), französischer Maler und Fotograf
- Meyer, Adolphe Erich (1897–1988), US-amerikanischer Pädagoge, Historiker und Schriftsteller
- Meyer, Adrian (1708–1774), Schweizer Offizier aus dem Kanton Appenzell Ausserrhoden
- Meyer, Adrian (* 1942), Schweizer Architekt und Designer

### Meyer, Ag
- Meyer, Agnes (1896–1990), deutsche Schaustellerin, „Mutter Courage vom Rhein“
- Meyer, Agnes E. (1887–1970), US-amerikanische JournalistinAgnes E. Meyer (1887–1970)

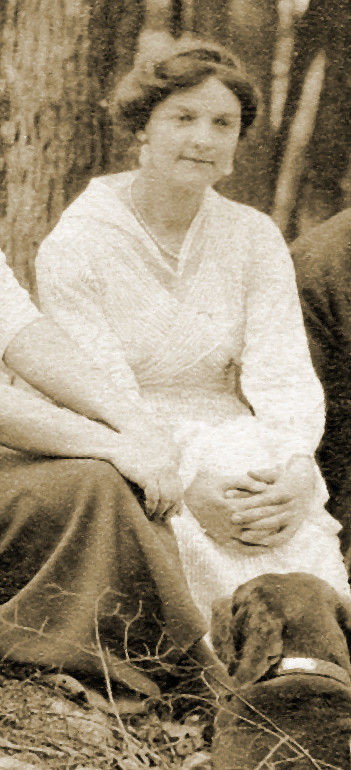
Agnes E. Meyer (1887–1970)

### Meyer, Ah
- Meyer, Ahlrich (* 1941), deutscher Politikwissenschaftler

### Meyer, Al
- Meyer, Albert (1528–1603), deutscher Pastor
- Meyer, Albert (1857–1924), deutscher Fotograf
- Meyer, Albert (1870–1953), Schweizer Politiker (FDP) und Journalist
- Meyer, Albert (1893–1962), schweizerischer Lehrer und Übersetzer
- Meyer, Albert (1903–1965), US-amerikanischer Geistlicher, römisch-katholischer Erzbischof von Chicago und Kardinal
- Meyer, Albert (1926–2020), deutscher Jurist, Verwaltungsbeamter und Politiker (CSU), MdL
- Meyer, Albert (* 1947), deutscher Jurist und ehemaliger Vorsitzender der Jüdischen Gemeinde zu Berlin
- Meyer, Albert Eugen (1857–1936), Schweizer Maschineningenieur und Professor für Maschinenzeichnen und Maschinenbau
- Meyer, Alex (1879–1978), deutscher Rechtswissenschaftler und Luftrechtsexperte
- Meyer, Alexander (1832–1908), deutscher Journalist, Liberaler, Freihändler und Politiker (DFP), MdR
- Meyer, Alexander (* 1974), deutscher Jurist
- Meyer, Alexander (* 1983), deutscher Fußballspieler
- Meyer, Alexander (* 1988), US-amerikanischer Schwimmer
- Meyer, Alexander (* 1991), deutscher FußballspielerAlexander Meyer (* 1991)

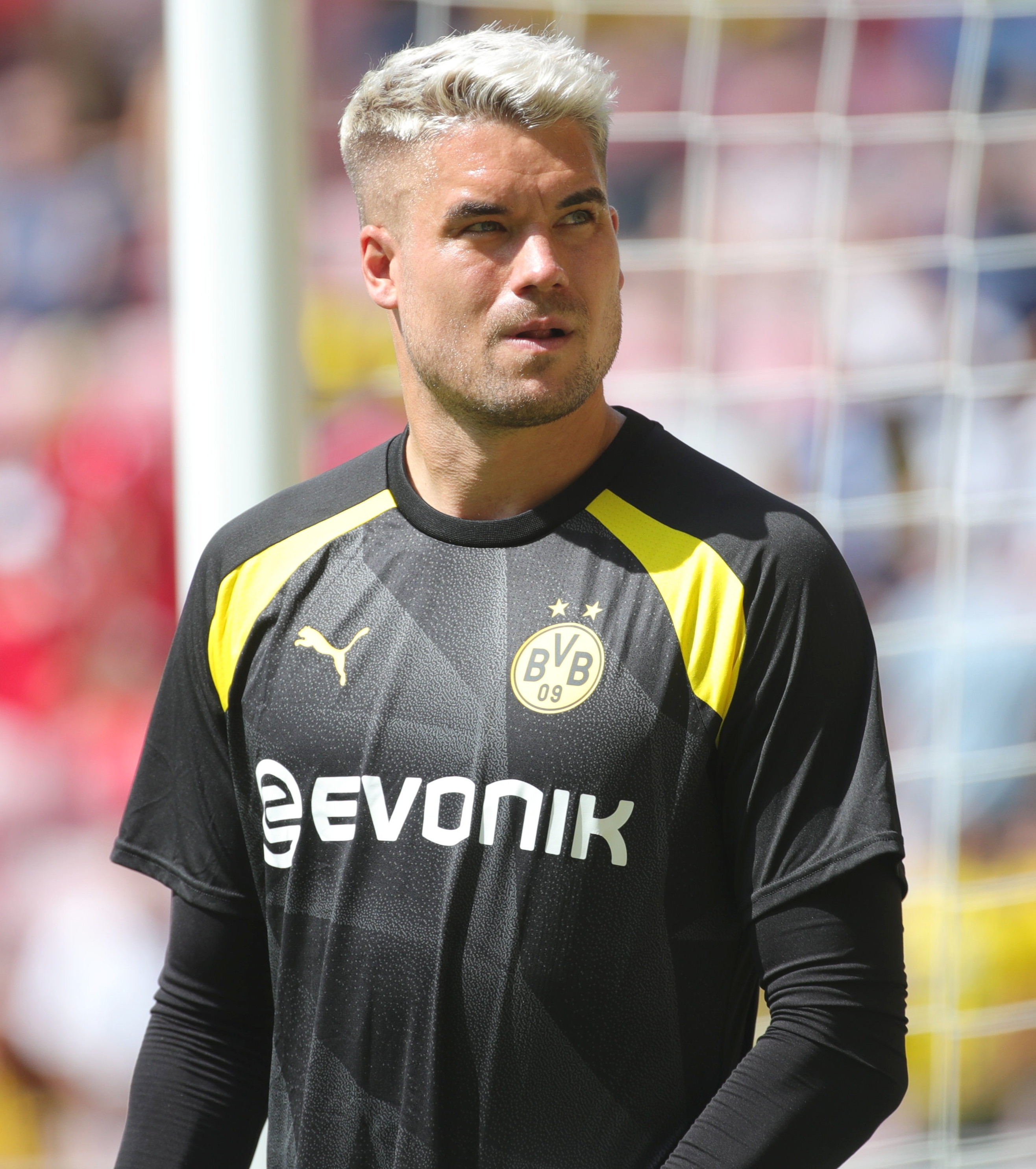
Alexander Meyer (* 1991)

- Meyer, Alexandra (* 1984), Schweizer Künstlerin
- Meyer, Alexandra (* 1994), deutsche Handballspielerin
- Meyer, Alfred (1848–1903), bayerischer Oberst
- Meyer, Alfred (1891–1945), deutscher Politiker (NSDAP), MdR, MdL und Staatssekretär
- Meyer, Alfred (1895–1990), deutsch-britischer Psychiater und Neurologe
- Meyer, Alfred (1898–1933), deutscher Zahnarzt und NS-Opfer
- Meyer, Alfred Gotthold (1864–1904), deutscher Kunsthistoriker, Hochschullehrer
- Meyer, Alfred Richard (1882–1956), deutscher Schriftsteller
- Meyer, Alfred-Bernard (1832–1904), französischer Maler und Kunsthandwerker (Émailleur)
- Meyer, Ali (* 1953), österreichischer Photograph, Journalist, Autor, Herausgeber und Bühnenkomparse
- Meyer, Alice (1901–1970), Schweizer Juristin
- Meyer, Alon (* 1974), deutscher Diplom-Kaufmann und Präsident von Makkabi Deutschland
- Meyer, Alvah (1888–1939), US-amerikanischer Leichtathlet
- Meyer, Alyssa (* 1995), deutsche Ruderin

### Meyer, Am
- Meyer, Ambrosius († 1571), Lübecker Bürgermeister

### Meyer, An
- Meyer, André (* 1972), deutscher Schauspieler
- Meyer, André (* 1976), deutscher Jurist und Hochschullehrer
- Meyer, André (* 1984), deutscher Fußballtrainer
- Meyer, Andreas (1955–2017), Schweizer Historiker
- Meyer, Andreas (* 1961), Schweizer Manager
- Meyer, Andreas (* 1994), österreichischer Sprinter
- Meyer, Andreas K. W. (1958–2023), deutscher Musikdramaturg
- Meyer, Anita (* 1954), niederländische Sängerin
- Meyer, Anna (1855–1943), deutsche Malerin
- Meyer, Annika (* 1994), dänische Handballspielerin
- Meyer, Annique (* 1999), Schweizer Unihockeyspielerin
- Meyer, Ansgar (* 1965), deutscher GeneralAnsgar Meyer (* 1965)

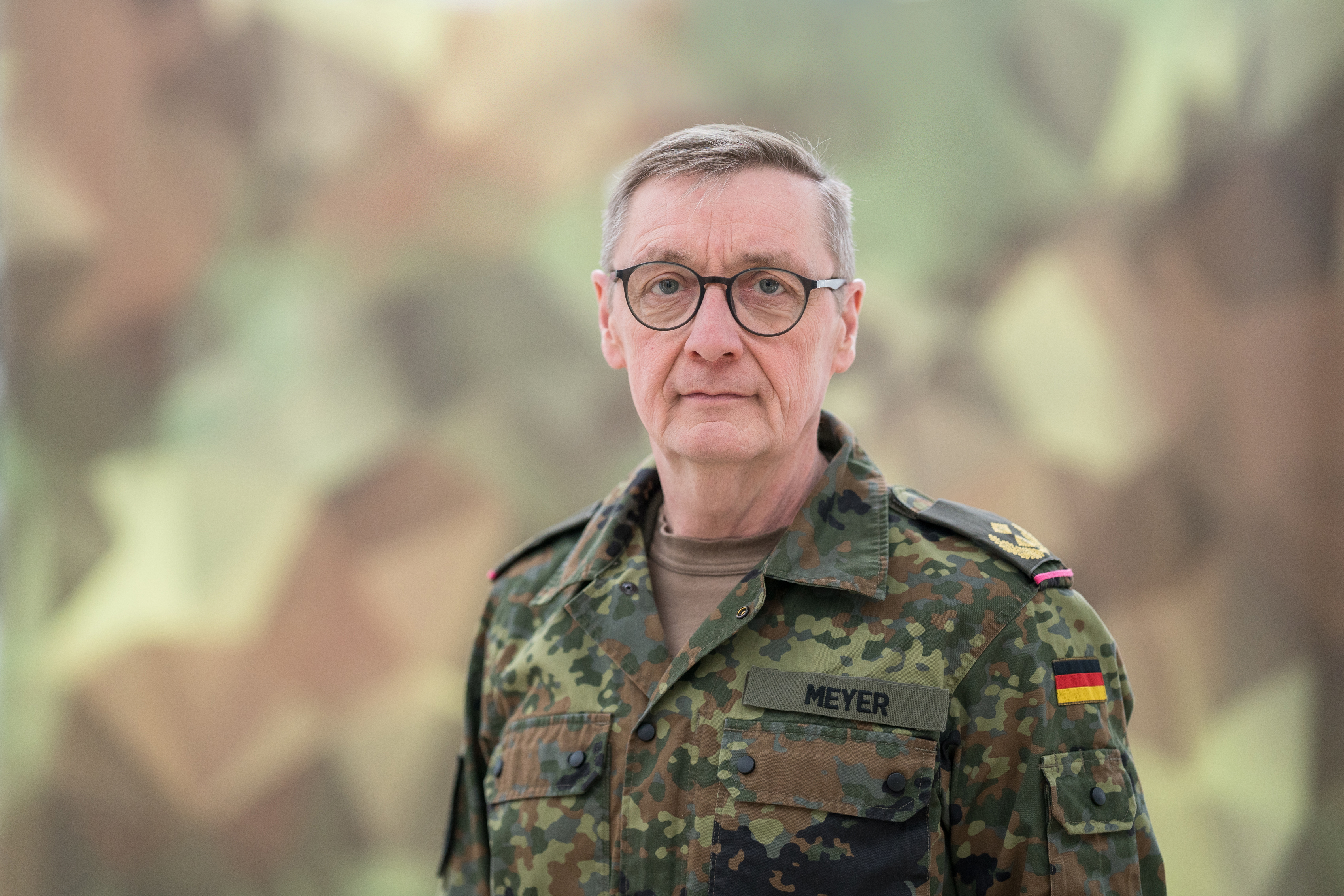
Ansgar Meyer (* 1965)

- Meyer, Antje (* 1957), deutsche Psychologin und Hochschullehrerin
- Meyer, Antoine (1801–1857), luxemburgischer Mathematiker und Autor
- Meyer, Antoinette (1920–2010), Schweizer Skirennfahrerin
- Meyer, Anton (* 1955), deutscher Wirtschaftswissenschaftler und Hochschullehrer, Professor für Marketing

### Meyer, Ar
- Meyer, Armin H. (1914–2006), US-amerikanischer Diplomat
- Meyer, Arnold (1861–1934), deutscher evangelischer Theologe
- Meyer, Arnold (1877–1959), Schweizer Politiker (FDP) und Architekt
- Meyer, Arnold Oskar (1877–1944), deutscher Historiker
- Meyer, Arnold Otto (1825–1913), deutscher Kaufmann, Unternehmer und Politiker, MdHB
- Meyer, Arthur (1850–1922), deutscher Botaniker, Zellbiologe und Pharmakognost
- Meyer, Arthur (1884–1970), deutscher Jurist in der Militärverwaltung
- Meyer, Arthur (* 1943), Schweizer Journalist und Buchautor

### Meyer, Au
- Meyer, August (1871–1929), deutscher Politiker (SPD), MdL
- Meyer, August Carl Franz (1813–1894), deutscher Verwaltungsjurist
- Meyer, August Friedrich Edmund, deutscher Verwaltungsjurist
- Meyer, August Ludwig (1850–1919), Archivar
- Meyer, August Philipp Ottokar (1835–1904), deutscher Arzt
- Meyer, Auguste (1861–1929), deutsche Opernsängerin (Sopran)
- Meyer, Augusto (1902–1970), brasilianischer Schriftsteller deutscher Abstammung

### Meyer, Ax
- Meyer, Axel (* 1887), dänischer Maler
- Meyer, Axel (* 1955), deutscher Sachbuchautor, Erfinder und Parfümeur
- Meyer, Axel (* 1960), deutscher Evolutionsbiologe
- Meyer, Axel (* 1968), deutscher Journalist und Autor von historischen Romanen